# Nati nel 1914/Ottobre
| Questa pagina contiene informazioni ricavate automaticamente dalle voci biografiche con l'ausilio del template Bio e di un bot. L'aggiornamento è periodico e automatico e ricostruisce completamente la pagina. Se manca una persona in questa lista, sei pregato di non aggiungerla, ma accertati piuttosto che la sua voce biografica contenga il template Bio e che i dati anagrafici siano correttamente compilati. Se il template Bio manca, inseriscilo tu stesso o, in alternativa, metti l'avviso {{tmp\|Bio}} che ne segnala la mancanza. Se i dati riportati sono sbagliati, correggi direttamente la voce biografica; le modifiche saranno visibili in questa lista entro pochi giorni. Per chiarimenti vedi il progetto biografie. La lista contiene solo le 154 persone che sono citate nell'enciclopedia e per le quali è stato implementato correttamente il template Bio. Pagina aggiornata al 26 lug 2025. |

- 1º ottobre - Lidia Bongiovanni, velocista e altista italiana († 1998)
- 1º ottobre - Daniel J. Boorstin, storico, docente e saggista statunitense († 2004)
- 1º ottobre - Michael Goodliffe, attore britannico († 1976)
- 1º ottobre - Stuart Hampshire, filosofo inglese († 2004)
- 1º ottobre - Maciej Maciejewski, attore polacco († 2018)
- 1º ottobre - Hamao Umezawa, medico giapponese († 1986)
- 1º ottobre - Donald A. Wollheim, scrittore e editore statunitense († 1990)
- 2 ottobre - Božena Dobešová, ginnasta cecoslovacca († 1990)
- 2 ottobre - Jurij Borisovič Levitan, conduttore radiofonico sovietico († 1983)
- 2 ottobre - Jan Nowak-Jeziorański, giornalista e patriota polacco († 2005)
- 2 ottobre - Jack Parsons, ingegnere statunitense († 1952)
- 3 ottobre - Vaclavs Borduško, calciatore lettone († 1999)
- 3 ottobre - Giuseppe Cocconi, fisico italiano († 2008)
- 3 ottobre - Andreas Hinterstoisser, alpinista tedesco († 1936)
- 3 ottobre - Paul Hänni, velocista svizzero († 1996)
- 3 ottobre - Gitt Magrini, costumista italiana († 1977)
- 3 ottobre - Lê Trọng Tấn, generale e politico vietnamita († 1986)
- 4 ottobre - Francesco Amodio, politico e avvocato italiano († 1992)
- 4 ottobre - Gennaro Auricchio, imprenditore italiano († 2007)
- 4 ottobre - Mario Ceriani, calciatore italiano
- 4 ottobre - Carlo Francesco Gay, generale italiano († 1995)
- 4 ottobre - John Larch, attore statunitense († 2005)
- 4 ottobre - Tom Payne, attore, regista e sceneggiatore brasiliano († 1996)
- 5 ottobre - Giuseppe Baisi, militare italiano († 1942)
- 5 ottobre - Elfriede Kaun, altista tedesca († 2008)
- 5 ottobre - Jack Medica, nuotatore statunitense († 1985)
- 5 ottobre - Eddie Oram, cestista statunitense († 2004)
- 5 ottobre - Robert Lee Wolverton, ufficiale statunitense († 1944)
- 6 ottobre - Elpidio Coppa, calciatore e allenatore di calcio italiano († 1978)
- 6 ottobre - Leonida Bagration-Mukhrani, georgiana († 2010)
- 6 ottobre - Thor Heyerdahl, antropologo, esploratore e regista norvegese († 2002)
- 6 ottobre - Sergej Kurilov, attore sovietico († 1987)
- 6 ottobre - Joan Littlewood, regista e regista teatrale britannica († 2002)
- 6 ottobre - Mary Louise Smith, politica e attivista statunitense († 1997)
- 6 ottobre - Angelo Ziliotto, militare italiano († 1969)
- 7 ottobre - Sarah Churchill, attrice e danzatrice britannica († 1982)
- 7 ottobre - Alfred Drake, attore e cantante statunitense († 1992)
- 7 ottobre - Michele Gandin, regista, fotografo e giornalista italiano († 1994)
- 7 ottobre - Gelsomino Girotti, cestista italiano
- 7 ottobre - Miriam Ottenberg, giornalista statunitense († 1982)
- 7 ottobre - Reg Potter, pallanuotista britannico († 1998)
- 8 ottobre - Cesare Boschin, presbitero italiano († 1995)
- 8 ottobre - Jean-Toussaint Desanti, filosofo francese († 2002)
- 8 ottobre - William Allen Egan, politico statunitense († 1984)
- 8 ottobre - Rowland Wolfe, ginnasta statunitense († 2010)
- 9 ottobre - Edward Andrews, attore statunitense († 1985)
- 9 ottobre - Rina Cavallari, mezzosoprano italiano († 2014)
- 9 ottobre - Augusto Ghetti, ingegnere italiano († 1992)
- 9 ottobre - Mario Tadini, militare e aviatore italiano († 1936)
- 10 ottobre - Quirino Borin, politico italiano († 2005)
- 10 ottobre - Stepan Chmil', vescovo cattolico ucraino († 1978)
- 10 ottobre - Ivory Joe Hunter, cantante, compositore e pianista statunitense († 1974)
- 10 ottobre - Mario Lanzi, mezzofondista e velocista italiano († 1980)
- 10 ottobre - Enrico Ruberti, canottiere italiano († 1985)
- 10 ottobre - Elli Smula, tedesca († 1943)
- 10 ottobre - Agostino Straulino, velista e ammiraglio italiano († 2004)
- 11 ottobre - Mickey Daniels, attore statunitense († 1970)
- 11 ottobre - Reuben Fine, scacchista e psicologo statunitense († 1993)
- 11 ottobre - Mária Medvecká, pittrice slovacca († 1987)
- 11 ottobre - Luciano Robotti, allenatore di calcio e calciatore italiano († 1988)
- 11 ottobre - Vincenzo Trimarchi, giurista e politico italiano († 2007)
- 12 ottobre - Ferdinando Trambaiolo, umanista italiano († 1973)
- 13 ottobre - Sergio Donadoni, egittologo italiano († 2015)
- 13 ottobre - Francesco Volpi, aviatore italiano († 2019)
- 14 ottobre - Remo Cantoni, filosofo italiano († 1978)
- 14 ottobre - Raymond Davis Jr., chimico e fisico statunitense († 2006)
- 14 ottobre - Mariano Fabiani, calciatore italiano
- 14 ottobre - Panait Sarbu, ginecologo rumeno († 1983)
- 14 ottobre - Michael D. Moore, attore e regista statunitense († 2013)
- 15 ottobre - Piero Bigongiari, poeta, critico letterario e italianista italiano († 1997)
- 15 ottobre - Giuseppe Biron, generale e aviatore italiano († 2011)
- 15 ottobre - Wilhelm Kment, allenatore di calcio e calciatore austriaco († 2002)
- 15 ottobre - Duilio Marcante, italiano († 1985)
- 15 ottobre - Giuseppe Moncada, calciatore italiano
- 15 ottobre - Vico Mossa, architetto e scrittore italiano († 2003)
- 16 ottobre - Hans Bourquin, canottiere svizzero († 1998)
- 16 ottobre - Charles Catterall, pugile sudafricano († 1966)
- 16 ottobre - Mircea David, calciatore rumeno († 1993)
- 16 ottobre - Umberto Di Falco, calciatore italiano († 1986)
- 16 ottobre - Francesco Pescador, fumettista e illustratore italiano († 2008)
- 16 ottobre - Mohammed Zahir Shah, sovrano afghano († 2007)
- 17 ottobre - Gabre Gabric, discobola italiana († 2015)
- 17 ottobre - Vladimír Novotný, direttore della fotografia ceco († 1997)
- 17 ottobre - Elli Parvo, attrice italiana († 2010)
- 17 ottobre - Simon Ramsay, XVI conte di Dalhousie, nobile e politico scozzese († 1999)
- 17 ottobre - Jerry Siegel, fumettista statunitense († 1996)
- 17 ottobre - Venzo Vannini, cestista e allenatore di pallacanestro italiano († 1998)
- 18 ottobre - Norman Chaney, attore statunitense († 1936)
- 18 ottobre - Ewald Dytko, calciatore polacco († 1993)
- 18 ottobre - Adrianus Dirk Jacob Meeuse, botanico olandese († 2010)
- 18 ottobre - Waldo Salt, sceneggiatore statunitense († 1987)
- 19 ottobre - Alfonz Bednár, traduttore e sceneggiatore slovacco († 1989)
- 19 ottobre - Leni Lohmar, nuotatrice tedesca († 2006)
- 19 ottobre - Juanita Moore, attrice statunitense († 2014)
- 19 ottobre - Aurelio Sorrentino, arcivescovo cattolico italiano († 1998)
- 20 ottobre - Dīmītrios Adamou, politico, giornalista e scrittore greco († 1991)
- 20 ottobre - Leonas Baltrūnas, cestista e allenatore di pallacanestro lituano († 1993)
- 20 ottobre - L. P. Davies, scrittore britannico († 1988)
- 20 ottobre - Giuseppe De Feo, artista, scultore e pittore italiano († 2000)
- 20 ottobre - Mario Delle Piane, giurista e storico italiano († 1989)
- 20 ottobre - Arthur Eisenmenger, disegnatore tedesco († 2002)
- 20 ottobre - Pauli Aapeli Janhonen, tiratore a segno finlandese († 2007)
- 20 ottobre - Mario Luzi, poeta, drammaturgo e critico letterario italiano († 2005)
- 20 ottobre - Nicholas Brothers, ballerino statunitense († 2006)
- 20 ottobre - Fayard Nicholas, coreografo, ballerino e attore statunitense († 2006)
- 21 ottobre - Bruno Crola, calciatore italiano
- 21 ottobre - Martin Gardner, matematico, illusionista e divulgatore scientifico statunitense († 2010)
- 21 ottobre - Kazimierz Świątek, cardinale e arcivescovo cattolico bielorusso († 2011)
- 22 ottobre - William F. Claxton, regista televisivo statunitense († 1996)
- 22 ottobre - Francesco Concetti, politico italiano († 1984)
- 22 ottobre - Enzio Malatesta, giornalista e partigiano italiano († 1944)
- 22 ottobre - André Neher, teologo e filosofo israeliano († 1988)
- 23 ottobre - Walter Brooke, attore statunitense († 1986)
- 23 ottobre - Frank Kinard, giocatore di football americano statunitense († 1985)
- 23 ottobre - Luigi Preti, politico e scrittore italiano († 2009)
- 24 ottobre - Charles Anderson, cavaliere statunitense († 1993)
- 24 ottobre - Reginald Kernan, attore cinematografico statunitense († 1983)
- 24 ottobre - Léon Le Roux, cestista belga
- 24 ottobre - Lakshmi Sahgal, ufficiale, medico e politica indiana († 2012)
- 24 ottobre - Dov Yermiya, militare e attivista israeliano († 2016)
- 24 ottobre - Gonzalo di Borbone-Spagna, spagnolo († 1934)
- 24 ottobre - František Čapek, canoista cecoslovacco († 2008)
- 25 ottobre - John Berryman, poeta statunitense († 1972)
- 25 ottobre - Antonio Giacone, politico italiano († 1998)
- 25 ottobre - Bruno Grilli, militare italiano († 1938)
- 25 ottobre - Giuseppe Mario Militerni, politico italiano († 1967)
- 25 ottobre - Maudie Prickett, attrice statunitense († 1976)
- 25 ottobre - Ileana Sonnabend, gallerista e mercante d'arte rumena († 2007)
- 26 ottobre - Jackie Coogan, attore statunitense († 1984)
- 26 ottobre - Cecilia Deganutti, partigiana italiana († 1945)
- 26 ottobre - Adriaan de Groot, scacchista e psicologo olandese († 2006)
- 26 ottobre - Otto Matzerath, direttore d'orchestra tedesco († 1963)
- 26 ottobre - Joachim Pirsch, canottiere tedesco († 1988)
- 26 ottobre - Stefano Sándor, religioso ungherese († 1953)
- 27 ottobre - Lino Cason, calciatore italiano († 1989)
- 27 ottobre - Jan Kott, saggista e critico teatrale polacco († 2001)
- 27 ottobre - Dylan Thomas, poeta, scrittore e drammaturgo gallese († 1953)
- 28 ottobre - Giuseppe Beviacqua, mezzofondista italiano († 1999)
- 28 ottobre - Dody Goodman, attrice statunitense († 2008)
- 28 ottobre - Jonas Salk, virologo e batteriologo statunitense († 1995)
- 28 ottobre - Richard Laurence Millington Synge, biochimico britannico († 1994)
- 30 ottobre - Pietro Calistri, militare italiano († 1945)
- 30 ottobre - Leabua Jonathan, politico lesothiano († 1987)
- 30 ottobre - James Laughlin, poeta, saggista e editore statunitense († 1997)
- 30 ottobre - Doug Legg, cestista britannico († 1989)
- 30 ottobre - Franco Pierandrei, giurista italiano († 1962)
- 30 ottobre - Giuseppe Ros Florensa, religioso spagnolo († 1936)
- 30 ottobre - Anna Wing, attrice britannica († 2013)
- 30 ottobre - Marina von Ditmar, attrice e regista tedesca († 2014)
- 31 ottobre - Joseph Demicoli, pallanuotista maltese († 1962)
- 31 ottobre - Vítězslav Hloušek, cestista cecoslovacco
- 31 ottobre - Teresa Rampazzi, compositrice e pianista italiana († 2001)
- 31 ottobre - Severino Rigoni, pistard e ciclista su strada italiano († 1992)
- 31 ottobre - Robert Smylie, politico statunitense († 2004)